# Yves Krattinger
Yves Krattinger, né le 5 novembre 1948 à Boult (Haute-Saône), est un homme politique français, membre du Parti socialiste puis divers gauche. Il est président du conseil départemental de la Haute-Saône de 2001 à 2025.

## Biographie

### Carrière professionnelle
Professeur, Yves Krattinger enseigne la construction mécanique et microtechnique de 1975 à 2001, au lycée Édouard-Belin de Vesoul puis au lycée Jules-Haag de Besançon. De 1984 à 1997, il exerce également la fonction de coordinateur des sections « Techniciens supérieurs en Microtechniques ».

### Parcours politique
Élu conseiller municipal à 22 ans et maire de Chaux-la-Lotière à 33 ans, il adhère au Parti socialiste en 1982 et exerce les fonctions de premier secrétaire fédéral de 1993 à 1995 et celles de secrétaire de l'Union régionale du PS de 1995 à 1998.
Il est élu en 2001 président du conseil général de la Haute-Saône, dont il est membre depuis 1988 en tant que conseiller général du canton de Rioz.
Il est élu sénateur en 2003 à la suite d'une élection partielle (réélu en 2004).
Après avoir dirigé le département pendant un quart de siècle, Yves Krattinger démissionne le 10 février 2025. Il est remplacé par Laurent Seguin, maire de Faucogney-et-la-Mer.

## Mandats

### Mandats nationaux
- 2003-2014 : sénateur socialiste de la Haute-Saône à la suite d'une élection partielle et réélu en 2004.

### Mandats locaux
- 1971-1977 : Conseiller municipal de Boult.
- 1977-1995 : Conseiller municipal de Chaux-la-Lotière (Maire de 1982 à 1995).
- 1988-2025 : Conseiller général puis départemental du canton de Rioz (réélu en 1994, 2001, 2008, 2015 et 2021).
- 1995-2014 : Conseiller municipal de Rioz (Maire de 1995 à 2001 puis premier adjoint de 2001 à 2008).
- 1999-2014 : Président de la Communauté de communes du pays Riolais[4].
- 1998-2001 : Conseiller régional de Franche-Comté, Président du groupe PS-PC et démocrates.
- 2001-2025 : Président du Conseil départemental de la Haute-Saône, réélu en 2008, 2014 et 2021.

## Décorations
- Officier de la Légion d'honneur (nomination le 3 avril 2015)[5]. Chevalier du 28 octobre 2000.
- Commandeur de l'ordre national du Mérite (nomination directe au grade de commandeur le 15 mai 2025)[6].